# Bourecq
Bourecq település Franciaországban, Pas-de-Calais megyében. Lakosainak száma 575 fő (2022. január 1.). Bourecq Ham-en-Artois, Lespesses, Lillers, Norrent-Fontes, Saint-Hilaire-Cottes és Ecquedecques községekkel határos.

## Népesség
A település népességének változása:
| Lakosok száma | 599  | 604  | 618  | 639  | 622  | 606  | 589  | 582  | 575  |
|               | 2013 | 2015 | 2016 | 2017 | 2018 | 2019 | 2020 | 2021 | 2022 |